# Конфумин
Конфумин® — инфузионный раствор антигипоксического действия для внутривенного введения. Препарат представляет собой 15 % раствор фумарата натрия. Разработан Российским НИИ гематологии и трансфузиологии (г. Санкт-Петербург, патент РФ № 2189813 от 27.09.2002 г.). Разрешен к широкому медицинскому применению и внесен в Реестр лекарственных средств (рег. удостоверение № ЛП-001067 от 27.10.2011 г.). Промышленный выпуск осуществляет ОАО «Фирма Медполимер», г. Санкт-Петербург.
Форма выпуска — полимерные контейнеры по 50 и 100 мл.
Фармакологическое действие. Активным компонентом этого препарата является натрия фумарат — антигипоксант, который активирует адаптацию клетки к недостатку кислорода, предотвращающий и устраняющий постгипоксические нарушения энергетического метаболизма, устраняет не только метаболический ацидоз, но и причины его возникновения.
Действие натрия фумарата обусловлено участием в реакциях обратимого окисления и восстановления в цикле Кребса (см. Цикл трикарбоновых кислот).
При дефиците кислорода пул субстратов окисления, в том числе и ионов фумарата истощается, и пополнение его экзогенным путём способствует увеличению резервной мощности систем тканевого дыхания, позволяющих клеткам синтезировать АТФ в условиях гипоксии.
Применение препарата сопровождается снижением в крови продуктов перекисного окисления липидов, что свидетельствует о его антиоксидантных свойствах.
Конфумин совместим с различными коллоидными и кристаллоидными инфузионными растворами, существенно повышая их лечебную эффективность.
Учитывая, что Конфумин — это гипертонический раствор фумарата натрия (осмолярность 2400 мосм/л), наряду с антигипоксическим действием он обладает и свойствами волюмокорректора.
Введение Конфумина вызывает привлечение интерстициальной жидкости в сосудистое русло, при неизменном объёме внутриклеточной жидкости. Волемический эффект препарата сравним с действием гипертонического (7,5 %) раствора хлорида натрия, весьма часто используемого в целях низкообъемной волюмокоррекции.
Конфумин, как и все гипертонические растворы активирует естественную защитно-приспособительную реакцию организма при гиповолемии — аутогемодилюцию. Однако в отличие от гипертонических растворов хлорида натрия, он не усугубляет метаболический ацидоз, а, напротив, устраняет явления ацидемии и благоприятно влияет на сократительную способность миокарда. В связи с этим, включение конфумина в схемы инфузионно-трансфузионной терапии позволяет сократить объём вводимых инфузионных растворов и препаратов крови.
Способ применения и дозы Конфумина.
При кровопотере и шоке (геморрагический, травматический, септический и др.) для устранения метаболических нарушений Конфумин в качестве антигипоксанта вводят внутривенно капельно (20-30 капель в минуту) по 100 мл (разовая доза) на фоне базовой инфузионно-трансфузионной терапии.
Повторные введения кровезамещающих растворов могут быть также совмещены с инфузиями Конфумина.
Интервал между введением препарата должен быть не менее 6 часов, суточная доза не должна превышать 300 мл.
При использовании Конфумина не только в качестве антигипоксанта, но и как средства низкообъемной гиперосмотической волюмокоррекции, доза препарата рассчитывается с учетом веса тела больного, препарат необходимо вводить струйно или капельно в дозе 2,2-2,4 мл/кг (~ 160—180 мл) с одновременной инфузией коллоидных, а затем и кристаллоидных растворов по общепринятой методике.
Срок годности — 2 года